# Leon Broekhof
Leon Broekhof (Brummen, 14 maggio 1988) è un ex calciatore olandese, di ruolo difensore.

## Carriera
Ha giocato nella massima serie olandese con le maglie di De Graafschap e Roda JC.

## Statistiche

### Presenze e reti nei club
| Stagione              | Squadra               | Campionato            | Campionato | Campionato | Coppe nazionali | Coppe nazionali | Coppe nazionali | Coppe continentali | Coppe continentali | Coppe continentali | Altre coppe | Altre coppe | Altre coppe | Totale | Totale |
| Stagione              | Squadra               | Comp                  | Pres       | Reti       | Comp            | Pres            | Reti            | Comp               | Pres               | Reti               | Comp        | Pres        | Reti        | Pres   | Reti   |
| --------------------- | --------------------- | --------------------- | ---------- | ---------- | --------------- | --------------- | --------------- | ------------------ | ------------------ | ------------------ | ----------- | ----------- | ----------- | ------ | ------ |
| 2009-2010             | De Graafschap         | EED                   | 3          | 0          | CO              | 1               | 0               |                    | -                  | -                  |             | -           | -           | 4      | 0      |
| 2010-2011             | De Graafschap         | ED                    | 18         | 1          | CO              | 0               | 0               |                    | -                  | -                  |             | -           | -           | 18     | 1      |
| Totale De Graafschap  | Totale De Graafschap  | Totale De Graafschap  | 21         | 1          |                 | 1               | 0               |                    | -                  | -                  |             | -           | -           | 22     | 1      |
| 2011-2012             | Roda JC               | ED                    | 5          | 0          | CO              | 1               | 0               |                    | -                  | -                  |             | -           | -           | 6      | 0      |
| 2012-2013             | Cambuur               | EED                   | 8          | 0          | CO              | 2               | 0               |                    | -                  | -                  |             | -           | -           | 10     | 0      |
| 2015-2016             | Lienden               | TK                    | 28+2       | 0          | CO              | 2               | 1               |                    | -                  | -                  |             | -           | -           | 32     | 1      |
| 2016-2017             | Lienden               | TWD                   | 34         | 0          | CO              | 1               | 0               |                    | -                  | -                  |             | -           | -           | 35     | 0      |
| 2017-2018             | Lienden               | TWD                   | 32         | 3          | CO              | 1               | 0               |                    | -                  | -                  |             | -           | -           | 33     | 3      |
| Totale Lienden        | Totale Lienden        | Totale Lienden        | 96         | 3          |                 | 4               | 1               |                    | -                  | -                  |             | -           | -           | 100    | 4      |
| 2018-2019             | Sparta Nijkerk        | HK                    | 27         | 1          |                 | -               | -               |                    | -                  | -                  |             | -           | -           | 27     | 1      |
| 2019-2020             | Sparta Nijkerk        | DED                   | 9          | 0          | CO              | 2               | 0               |                    | -                  | -                  |             | -           | -           | 11     | 0      |
| Totale Sparta Nijkerk | Totale Sparta Nijkerk | Totale Sparta Nijkerk | 36         | 1          |                 | 2               | 0               |                    | -                  | -                  |             | -           | -           | 38     | 1      |
| Totale carriera       | Totale carriera       | Totale carriera       | 166        | 5          |                 | 10              | 1               |                    | -                  | -                  |             | -           | -           | 176    | 6      |

## Palmarès

### Club

#### Competizioni nazionali
- Campionato olandese di seconda divisione: 2

De Graafschap: 2009-2010
Cambuur: 2012-2013